# Czajków (powiat ostrzeszowski)
Czajków – wieś w Polsce położona w Kotlinie Grabowskiej, w województwie wielkopolskim, w powiecie ostrzeszowskim, w gminie Czajków, nad rzeką Łużycą (dopływem Prosny). Miejscowość jest siedzibą gminy Czajków.
| SIMC    | Nazwa     | Rodzaj    |
| ------- | --------- | --------- |
| 0195682 | Basie     | część wsi |
| 0195699 | Brzazgały | część wsi |
| 0195707 | Gałki     | część wsi |
| 0195713 | Kosmale   | część wsi |
| 0195720 | Pólka     | część wsi |
| 0195736 | Śniegule  | część wsi |
| 0195742 | Wysoty    | część wsi |

## Historia
Wieś królewska w tenucie grabowskiej, w powiecie ostrzeszowskim województwa sieradzkiego, w końcu XVI wieku.
Za rządów pruskich (1795-1807) działał w Czajkowie wysoki piec hutniczy. W 1827 roku w Czajkowie było 14 domów i 37 mieszkańców. Około 1880 roku znajdowało się tutaj 72 domów, które zamieszkiwało 500 mieszkańców gospodarujących na 50 włókach ziemi.
W 1933 roku w Czajkowie odsłonięto pomnik Marszałka Piłsudskiego.
W okresie okupacji niemieckiej 1939-1945 nosił nazwę Kiebitztal.
Do 1953 roku miejscowość była siedzibą gminy Kuźnica Grabowska. W latach 1954–1972 wieś należała i była siedzibą władz gromady Czajków. W latach 1975–1998 miejscowość należała administracyjnie do województwa kaliskiego.

## Ludzie związani z Czajkowem
- W 1867 w Czajkowie urodził się Marcin Wysota – związany z miejscowością działacz społeczny[11]
- W Czajkowie w 1913 urodził się Stefan Zdych – komendant Obwodu Wieluń Armii Krajowej[12]
- We wsi w 1954 roku urodził się Kazimierz Wysota – polski aktor[13].
- Z Czajkowem związany był zmarły w 2015 Jan Kędzia – wieloletni nauczyciel i dyrektor szkoły[14],
- Z Czajkowa pochodzi Jerzy Krzywaźnia – polski nauczyciel, historyk, bloger, regionalista, genealog[15].

## Oświata i kultura
Edukację prowadzi Publiczne Integracyjne Przedszkole "Leśne Skrzaty" oraz Szkoła Podstawowa w Czajkowie. W miejscowości działa odnosząca liczne sukcesy Gminna Orkiestra Deta przy OSP w Czajkowie. Corocznie odbywa się w Czajkowie Powiatowy Przegląd Orkiest Dętych. W kwietniu 2013 roku orkiestra wydała swoją debiutancką płytę pod tytułem „Na dobry początek” z utworami muzyki rozrywkowej i marszowej, a jej nagranie odbyło się w kościele parafialnymW 2021 roku została wydana publikacja pod tytułem „Historia gminy Czajków”, opisująca i promująca czajkowskie ziemie.

## Organizacje
Od 1918 działa w Czajkowie Ochotnicza Straż Pożarna. Na terenie gminy Czajków od lutego 2005 roku działa również Ludowy Zespół Sportowy, który z sukcesami prowadzi drużynę piłki nożnej. Od 2011 roku prowadzi także działalność Stowarzyszenie „Razem dla Czajkowa”